# O Homem da Capa Preta
O homem da capa preta é um filme brasileiro de 1986, do gênero drama biográfico, dirigido por Sérgio Rezende.

## Sinopse
Filme versa sobre a vida de um político de Duque de Caxias, no Rio de Janeiro dos anos 60 chamado Tenório Cavalcanti, que costumava portar uma metralhadora à qual chamava de "Lurdinha".

## Elenco
- José Wilker .... Tenório Cavalcanti
- Marieta Severo .... Zina
- Jonas Bloch .... Adolfo
- Carlos Gregório .... Silas
- Guilherme Karan .... Flávio Cavalcanti
- Jurandir de Oliveira .... Venâncio
- Jackson de Souza .... Cabral
- Chico Díaz .... Manezinho
- Tonico Pereira .... Bereco
- Paulo Villaça .... Maragato
- Isolda Cresta .... mãe de Tenório
- Antônio Freire.... pai de Tenório
- Lígia Diniz
- Telmo Faria....interpreta um senador udenista (político venal e oportunista)

## Principais prêmios e indicações
Festival de Gramado 1986
- Venceu nas categorias de melhor filme, melhor ator (José Wilker), melhor atriz (Marieta Severo) e melhor trilha sonora original.
- Recebeu o prêmio da audiência.

Festival de Moscou 1987 (Rússia)
- Indicado na categoria de melhor filme.